# 샴코르 전투
샴코르 전투(조지아어: შამქორის ბრძოლა, 영어: Battle of Shamkor)는 1195년 6월 1일에 아란 지방의 샴코르(지금은 아제르바이잔의 솀키르) 근교에서 일어난 전투이다. 샴코르 전투는 다비드 소슬란(David Soslan)이 이끄는 조지아 군대가 아제르바이잔의 아타베그 아부 바크르의 군대를 격파한 전투 중 가장 유명한 전투이다.
이 전투는 흔히들 그 왕가의 이름을 따서 일데니즈 왕조(Ildeniz dynasty)라 부르는 아제르바이잔의 아타베그 국가와 조지아 사이에서 일어난 몇 차례의 전쟁 도중에 일어난 것이다. 1130년대에 일데니즈 왕조의 세력이 통합되어 가고, 동시에조지아의 왕들 역시 군사적 확장을 재시작하고 있었는데 곧 이 두 나라의 영토는 무슬림들의 시르반과 아란에서 교차하기 시작했다.
이 전투를 설명하기에 앞서서 일데니즈 왕조 내부에서 일어난 계승 전쟁(1191 - 1195)에 대한 설명이 필요하다. 누스라트 알딘 아부 바크르 b. 파흘라완 무함마드Nusrat al-Din Abu Bakr b. Pahlawan Muhammad (제위 기간: 1195 - 1210)는 그의 형 쿠틀룩 이난치Kutlugh Inanch를 암살하고 동생 아미르 미흐란Amir Mihran에게 그의 매부(처남?)인 시르반샤 아흐시탄 1세 b. 매누체흐르Ahsitan I b. Manuchehr (제위 가간 1160 - 1196)에게 망명을 갈 것을 강요했다. 시르반샤는 아미르 미흐란과 함께 조지아의 트빌리시로 향해서 시르반의 공식적인 보호자인 여왕 타마르Tamar에게 도움을 요청했다. 이를 큰 영광으로 생각한 조지아의 궁정은 도움을 주기로 했고, 여왕의 남편인 다비드 소슬란이 조지아 군대를 이끌고 시르반으로 진군했다.
1195년 6월 1일, 아부 바크르는 휘하의 아미르들로 군대를 보강한 뒤에 요새화된 샴코르에서 적들과 마주했다. 다비드 소슬란은 도시의 성문을 파괴하기 위해 비교적 적은 수의 군대를 보내는 동시에 자신은 본대를 이끌고 적의 후방을 급습하기 위해 나아갔다. 하지만 좋지 못했던 도로 사정과 거친 지형은 조지아인들을 힘들게 했고, 아타베그는 도시를 굳게 지키고 있었다. 그럼에도 불구하고 다비드 소슬란의 책략은 먹혀들었고, 아부 바크르의 군대는 철저히 패배했다. 결국 조지아인들은 샴코르를 점령했다. 그들은 곧바로 간자로 도망친 적들을 추격했지만, 여기서는 승패가 뒤바뀌었다.
조지아인들은 수 많은 포로를 잡았고, 엄청난 양의 전리품(이 중에는 칼리프의 깃발도 있었다. 타마르 여왕은 이것을 이용해 카쿨리 여인의 이콘Icon of Our Lady of Khakhuli을 만들었다)을 얻었다. 샴코르와 그 부근의 지역은 시르반샤의 영지가 되었다.
이 전투가 끝난뒤에 아부 바크르는 나히체반으로 후퇴했고, 아미르 미흐란은 간자의 아타베그가 되었으나, 그 해에 암살되었다. 덕분에 아부 바크르는 수도로 돌아올수 있었고, 조지아와 다시 대립각을 세웠다. 그걸 따라 몇몇의 조지아인들이 그 곳에 진출해서 몇몇 도시들과 마을들을 약탈하고 떠났다.

## 같이 보기
- 조지아의 역사
- 아제르바이잔의 역사

## 참고 문헌
- Basil the Treasurer, Life of Queen Tamar, King of Kings. In: Georgian Chronicles, vol. 2. Tbilisi, 1959 (In Georgian)
- Allen, WED. A History of the Georgian people: From the Beginning Down to the Russian Conquest in the Nineteenth Century. New York, 1971, p. 104

## 관련 글 보기
- Shamkir, Azerbaijan